# Santiago Núñez
Santiago Misael Núñez (Roque Pérez, Argentina; 29 de abril de 2000) es un futbolista argentino. Juega de defensor central y su equipo actual es Estudiantes de La Plata de la Primera División de Argentina.

## Trayectoria
Se formó como futbolista en las inferiores del Club Atlético Roque Pérez y luego en Estudiantes de La Plata.
Debutó por el primer equipo de Estudiantes el 23 de abril de 2022 en el empate 2-2 ante Colón. Anotó su primer gol profesional al año siguiente, el 19 de abril ante Tacuary por la Copa Sudamericana.
El 13 de diciembre de 2023 integró el equipo titular del Estudiantes de La Plata campeón de la Copa Argentina 2023.
En diciembre de 2023, se anunció su incorporación al Club Santos Laguna de la Primera División de México, que adquirió el 90% de su ficha por aproximadamente 2,5 millones de dólares.
En enero de 2025, regresó a Estudiantes de La Plata, quien compró su ficha por el mismo monto en que la había vendido anteriormente. 

## Estadísticas
Actualizado al último partido disputado el 17 de agosto de 2025.
| Club                       | Div.          | Temporada     | Liga  | Liga  | Copas nacionales | Copas nacionales | Copas internacionales | Copas internacionales | Total | Total |
| Club                       | Div.          | Temporada     | Part. | Goles | Part.            | Goles            | Part.                 | Goles                 | Part. | Goles |
| -------------------------- | ------------- | ------------- | ----- | ----- | ---------------- | ---------------- | --------------------- | --------------------- | ----- | ----- |
| Estudiantes (LP) Argentina | 1.ª           | 2022          | 2     | 0     | 2                | 0                | 1                     | 0                     | 5     | 0     |
| Estudiantes (LP) Argentina | 1.ª           | 2023          | 16    | 0     | 16               | 0                | 12                    | 1                     | 44    | 1     |
| Estudiantes (LP) Argentina | 1.ª           | 2025          | 18    | 0     | 3                | 0                | 6                     | 1                     | 27    | 1     |
| Estudiantes (LP) Argentina | Total club    | Total club    | 36    | 0     | 21               | 0                | 19                    | 2                     | 76    | 2     |
| Santos Laguna · México     | 1.ª           | 2023-24       | 14    | 0     | 0                | 0                | 3                     | 0                     | 17    | 0     |
| Santos Laguna · México     | 1.ª           | 2024-25       | 10    | 0     | 0                | 0                | 0                     | 0                     | 10    | 0     |
| Santos Laguna · México     | Total club    | Total club    | 24    | 0     | 0                | 0                | 3                     | 0                     | 27    | 0     |
| Total carrera              | Total carrera | Total carrera | 60    | 0     | 21               | 0                | 22                    | 2                     | 103   | 2     |

## Palmarés

### Campeonatos nacionales
| Título         | Club                    | Sede  | Año  |
| -------------- | ----------------------- | ----- | ---- |
| Copa Argentina | Estudiantes de La Plata | Lanús | 2023 |